# КБ 11А Фазан
КБ 11 Фазан  је лаки бугарски извиђачки авион и авион за везу коришћен за време Другог светског рата.

## Пројектовање и развој
Пројектант авиона италијанске фирме Società Italiana Caproni, инж Carlo Caligaris (Карло Калигарис) је за потребе Бугарске филијале ове фирме (Капрони Булгарски) почео 1940. године пројект авиона намењен потребама извиђања и курирске службе Царске бугарске армије. Пројект и прототип су завршени за непуну годину дана.
Први прототип назван КБ-11-I је био неуспешан па се приступило прављењу другог прототипа који је био успешан и направљена је предсерија овог авиона у 6 примерака. У току предсеријске производње извршена су даља усавршавања и замена мотора и елисе, тако да је авион добио пољски мотор PZL-Pegasus 21 и двокраку дрвену елису. Након успешног испитивања предсеријског модела он је добио ознаку КБ-11A "Фазан" и до краја 1942. године произведено је још 37 ових авиона а сви авиони предсерије су доведени на његов стандард тако да се рачуна да је укупно произведено 43 авиона.

## Технички опис

### Варијанте авиона КБ 11А Фазан
- КБ–11-I "Квазимодо" - Први прототип направљен 1 примерак.
- КБ–11-II - Други прототип и предсерија направљено 6 примерака, сви ови авиони су касније доведени на стандард КБ-11А.
- КБ-11A "Фазан" - Серијски произвођен авион, укупно је направљено 37 примерака овог авиона.

## Земље које су користиле Авион КБ 11А "Фазан"
- Бугарска
- Југославија

## Оперативно коришћење
На почетку рата "Фазани" су коришћени за намену за коју су и пројектовани служили су као извиђачи кратког домета и за курирске задатке. Током Другог светског рата од 1943. године КБ-11А "Фазани" су због својих добрих антигерилских својстава (добро наоружање, изванредна прегледност и прилагодљивост брзине) кориштени у заједничким бугарско- немачко- италијанским операцијама против Титових партизана у Србији, на Космету и Македонији.

## Авион КБ 11А "Фазан" у Југославији
После Другог светског рата на основу Париског мировног уговора Бугарској је било ограничено наоружање па се морала ослободити вишка. Тако је 1947. године 30 авиона КБ-11А пребачено у Југославију као део ратне одштете. Пошто су ови авиони били у веома лошем стању извршен је њихов генерални ремонт а дотрајала дрвена крила ових авиона су замењена металним крилима произведених у Земунској фабрици авиона Икарус. После завршеног ремонта авиони су испитани у ВОЦ-у и предати јединицама на коришћење. Авиони КБ-11А су наставили службу у Југословенском ратном ваздухопловству (ЈРВ) до 1958. године. У ЈРВ ови авиони су кориштени за тренажу, за везу као и за тегљаче мета за гађање противавионске атриљерије.